# Tragacantha arequipensis
Tragacantha arequipensis là một loài thực vật có hoa trong họ Đậu. Loài này được (Vogel) Kuntze miêu tả khoa học đầu tiên năm 1898.